# Cabo (álbum)
Cabo es el sexto álbum de estudio de la banda mexicana de rock en español Coda y fue lanzado al mercado en formato de disco compacto por la disquera Carpe Diem Records en 2008.

## Grabación y contenido
A finales de 2007, Coda comenzó las grabaciones de este material discográfico y al año siguiente lo publicó.  Este disco se caracteriza por combinar canciones baladas con algunas más al estilo del hard rock.
Para promocionar el álbum, el grupo realizó una gira por todo México, la cual duró de enero hasta diciembre de 2008.

## Lista de canciones
Todas los temas fueron escritos por Salvador «Chava» Aguilar.

| N.º   | Título                                                    | Duración |  |
| 1.    | «Limbo»                                                   | 0:31     |  |
| 2.    | «Corazón inconforme» (tema original del álbum Interludio) | 4:03     |  |
| 3.    | «Mueve»                                                   | 4:22     |  |
| 4.    | «Como un rockstar»                                        | 4:21     |  |
| 5.    | «Murmullo» (versión extendida)                            | 5:15     |  |
| 6.    | «Zona (Dame tu corazón)»                                  | 3:36     |  |
| 7.    | «Dufodo»                                                  | 3:34     |  |
| 8.    | «¡Estupendo!»                                             | 3:05     |  |
| 9.    | «Pienso en ti (Jen)»                                      | 4:01     |  |
| 10.   | «No creo más en el amor»                                  | 4:22     |  |
| 11.   | «Mango»                                                   | 3:59     |  |
| 12.   | «El No. 1»                                                | 4:33     |  |
| 13.   | «Te perdí»                                                | 5:40     |  |
| 14.   | «Welcome 2 Cabo Wabo» (tema en inglés)                    | 3:32     |  |
| 15.   | «Miénteme» (tema original del álbum Interludio)           | 2:54     |  |
| 57:48 |                                                           |          |  |

## Créditos
- Salvador «Chava» Aguilar — voz principal y coros
- César Velasco — guitarra acústica y guitarra eléctrica
- Guillermo Rivera — bajo
- Luis Camacho — batería
- Hugo Riderstrom — teclados